# Hackschnitzel

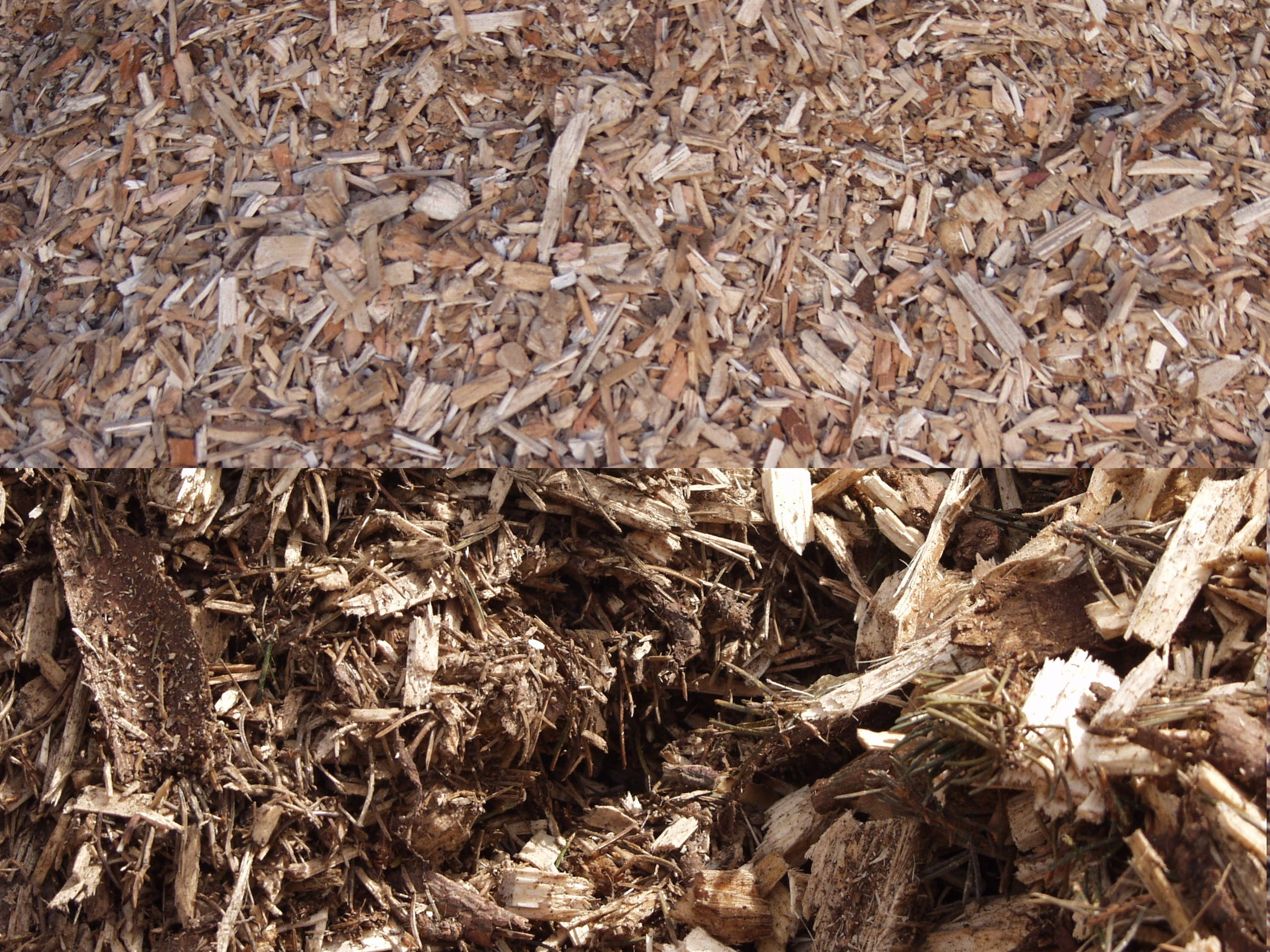
Holzhackschnitzel: oben im Bild feine Laubholz-Hackschnitzel, unten grobe Nadelholz-Hackschnitzel

Hackschnitzel (auch Holzschnitzel, Holzhackschnitzel oder Hackgut) sind mit schneidenden Werkzeugen zerkleinertes Holz. Schredderholz dagegen wird durch Zerkleinerung von Holz mit stumpfen, zertrümmernden Werkzeugen erzeugt. Hackschnitzel dienen vor allem als Rohstoff für die holzverarbeitende Industrie sowie als biogener und erneuerbarer Brennstoff.
Je nach Herkunft werden auch die Bezeichnungen Rindenhackschnitzel oder Waldhackschnitzel (Waldhackgut) verwendet.

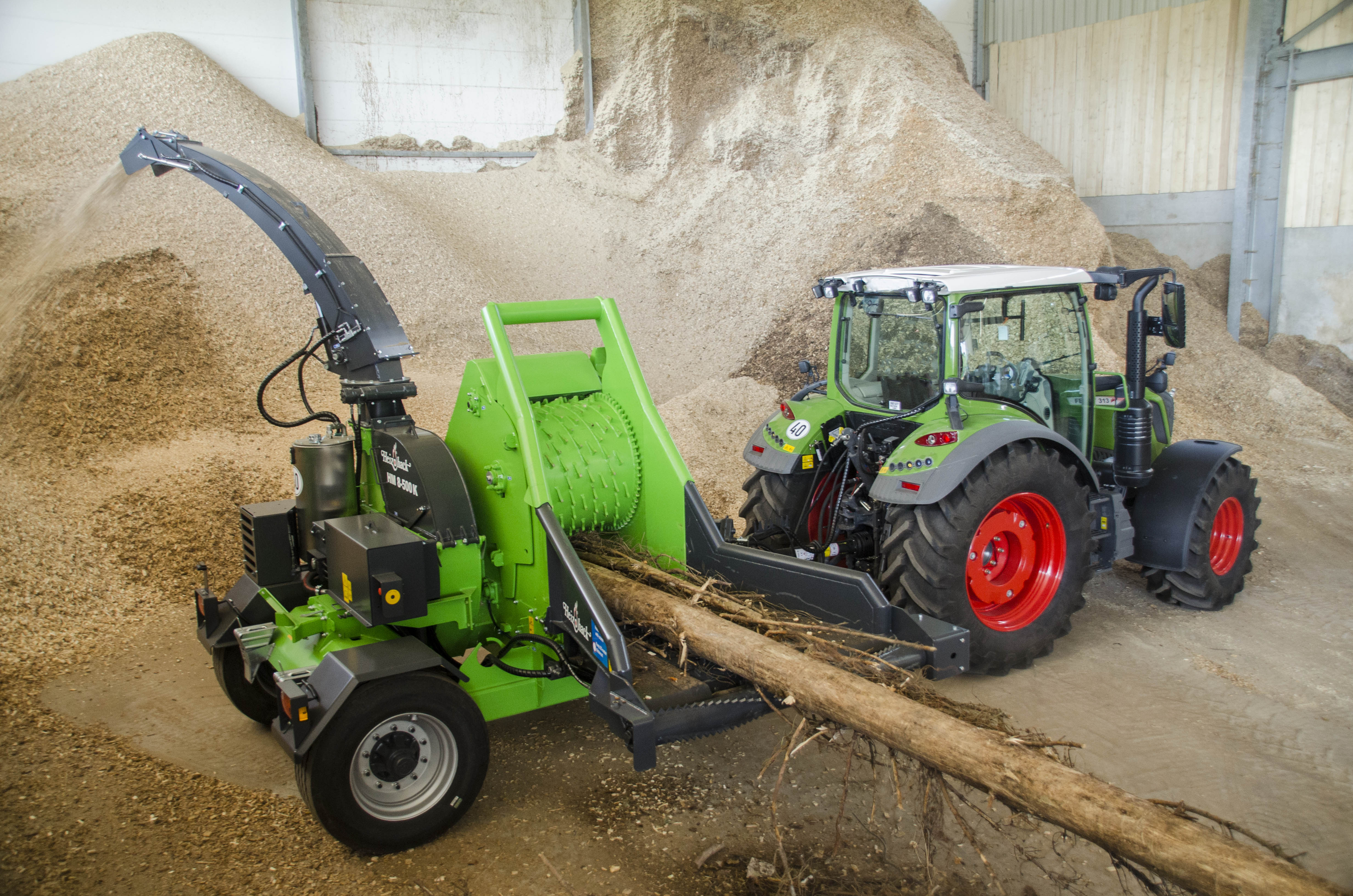
Hackschnitzelproduktion mit einem Trommelhacker im Schlepperbetrieb

## Produktion

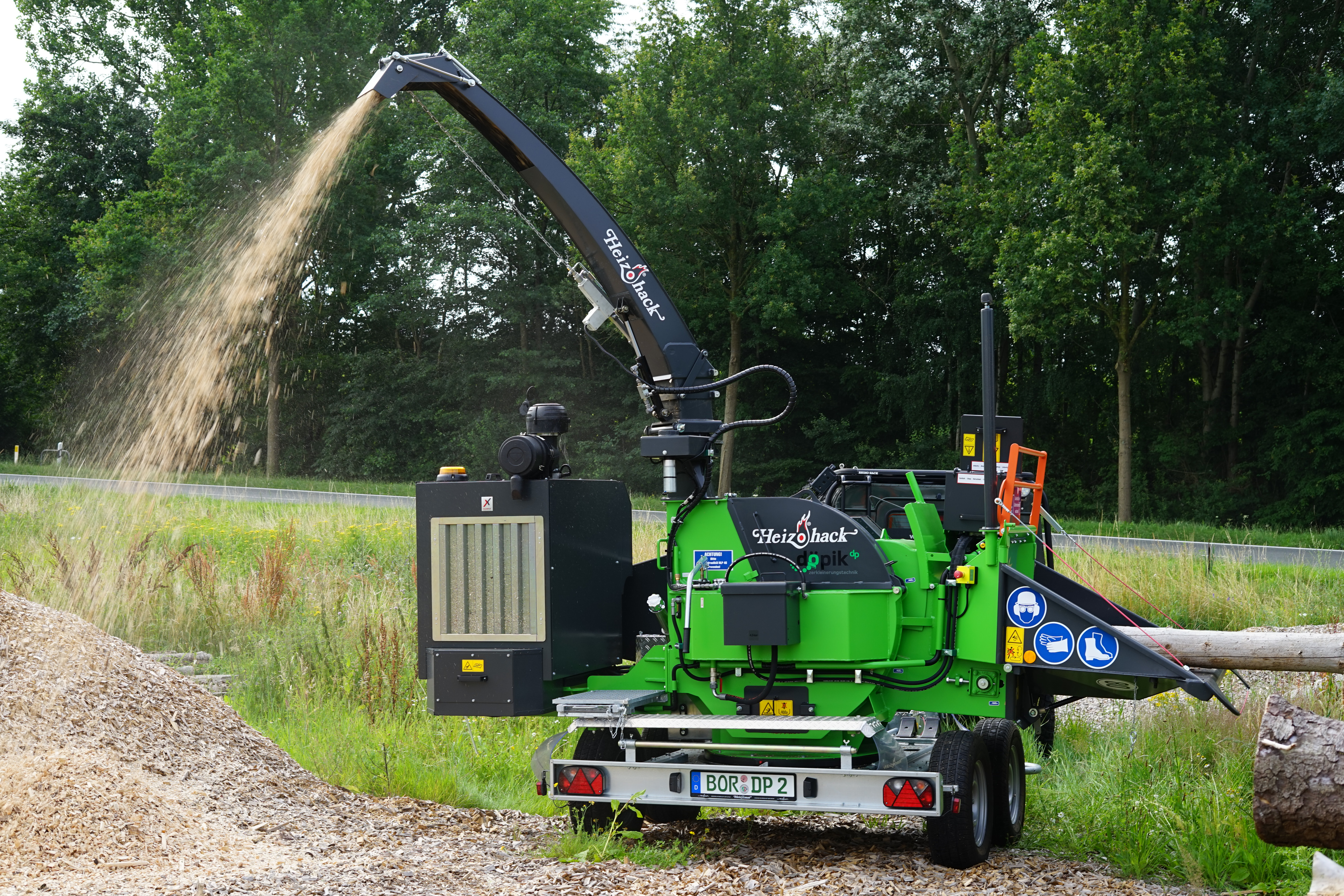
Handbeschickter Holzhacker mit Verbrennungsmotor für Gartenbaubetriebe und Kommunen

Hackschnitzel werden mit Hackern produziert. Mobile oder stationäre Scheiben-, Trommel- oder Schneckenhacker zerkleinern Waldrestholz (beispielsweise abgeschnittene Äste), Schwachholz (zu geringer Durchmesser) und anderes minderwertiges Holz (zum Beispiel aus Durchforstung und Wind- und Schneebrüchen, Schnittgut aus Landschaftspflegemaßnahmen oder Altholz), welches von der Industrie nicht zu höherwertigen Produkten verarbeitet werden kann. Mit der vermehrten Anlage von Kurzumtriebsplantagen werden diese zur Rohstoffquelle für Hackschnitzel.

## Eigenschaften
Hackschnitzel bestehen zu 100 % aus Holz. Sie haben einen Brennwert von etwa 4,0 kWh (= 14,4 MJ) je kg (je nach Holzart, bei ca. 20 % Wassergehalt) und sind zur automatischen Beschickung zum Beispiel von Heizanlagen mittels Förderschnecken, Federzinkenaustragungen, Schubstangen-Austragungen und Förderbändern geeignet.

### Wassergehalt
| Wassergehalt w                      | 0 %  | 15 % | 20 % | 30 % | 50 %  |
| Feuchte u                           | 0 %  | 18 % | 25 % | 43 % | 100 % |
| ----------------------------------- | ---- | ---- | ---- | ---- | ----- |
| Heizwert Nadelholz [kWh/srm]        | 840  | 820  | 815  | 800  | 730   |
| Heizwert Laubholz (hart) [kWh/srm]  | 1130 | 1100 | 1090 | 1060 | 970   |
| Heizwert Laubholz (weich) [kWh/srm] | 700  | 690  | 680  | 665  | 610   |

| Norm | Hauptfraktion | Feinanteil | Grobanteil | Extremwerte |
| P    | > 80 %        | < 5 %      | < 1 %      |             |
| ---- | ------------- | ---------- | ---------- | ----------- |
| P16  | 3,15…16 mm    | < 1 mm     | > 45 mm    | < 85 mm     |
| P45  | 3,15…45 mm    | < 1 mm     | > 63 mm    | < 120 mm    |
| P63  | 3,15…63 mm    | < 1 mm     | > 100 mm   | < 350 mm    |
| P100 | 3,15…100 mm   | < 1 mm     | > 200 mm   | < 350 mm    |

| Norm | Hauptfraktion         | Feinanteil | Grobanteil | Extremwerte |
| G    | > 60 %                | < 20 %     | < 20 %     |             |
| ---- | --------------------- | ---------- | ---------- | ----------- |
| G30  | 2,8…16 mm, ø 30 mm²   | < 2,8 mm   | > 16 mm    | < 85 mm     |
| G50  | 5,6…31,5 mm, ø 50 mm² | < 5,6 mm   | > 31,5 mm  | < 120 mm    |
| G100 | 11,2…63 mm, ø 100 mm² | < 11,2 mm  | > 63 mm    | < 250 mm    |

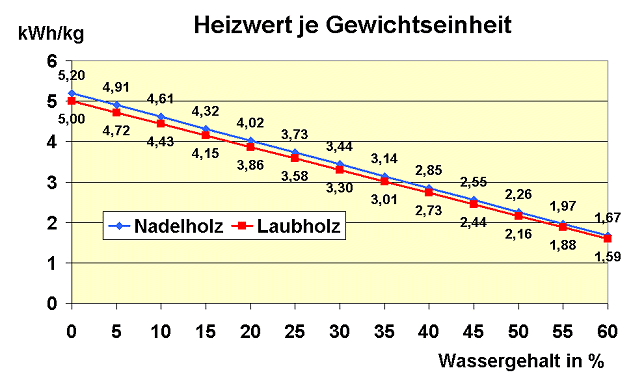
Heizwert je Gewichtseinheit (Nadelholz/Laubholz) in Abhängigkeit vom Wassergehalt

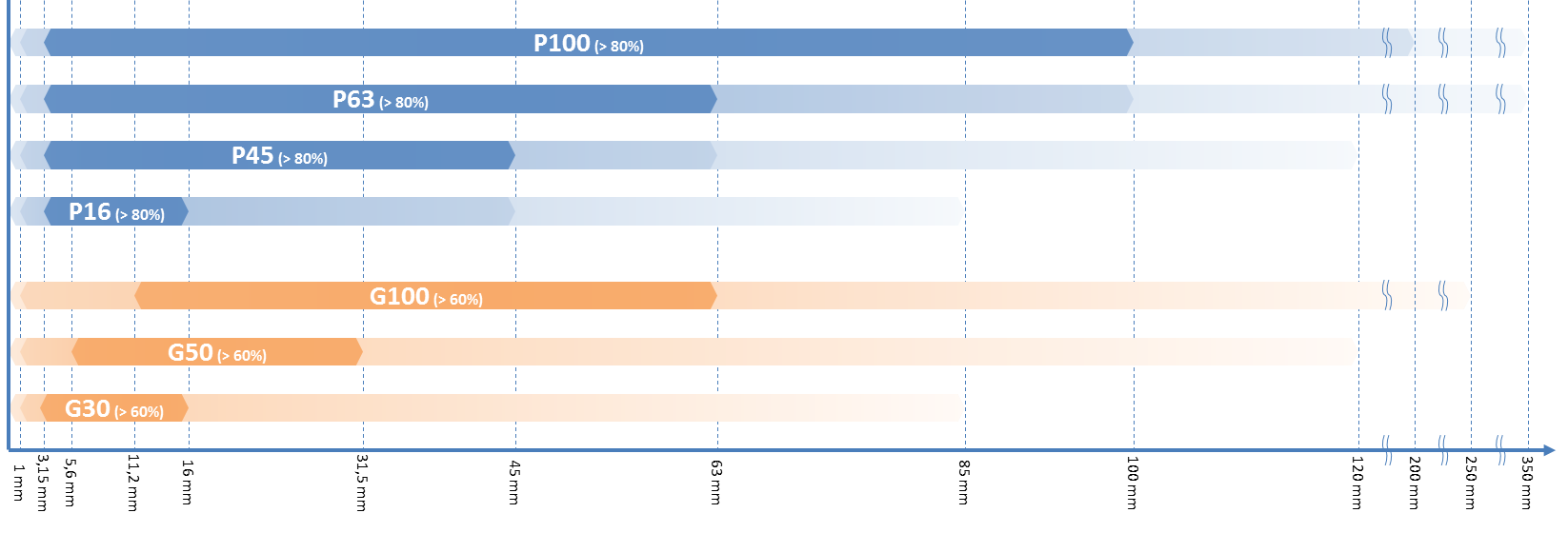
Gegenüberstellung der Normen

Je nach Baumart können verschiedene zentrale Eigenschaften der Holzhackschnitzel variieren und somit den Brennwert beeinflussen. Dies betrifft insbesondere den Wassergehalt, der einen wichtigen Einfluss auf den Heizwert der Hackschnitzel hat und die Lagerfähigkeit beeinflusst. Hackschnitzel mit einem Wassergehalt von weniger als 30 % gelten als „für die Lagerung geeignet“, und es wird mit keinem oder keinem wesentlichen mikrobiellen Abbau der Schnitzel gerechnet. Daher wird eine Trocknung vor der Einlagerung empfohlen. Waldfrische Hackschnitzel enthalten dagegen einen Wasseranteil von 50 bis 60 %. Erntefrisches Nadelholz hat einen Heizwert, der etwa bei 2 kWh/kg liegt, bei 20 % Wasseranteil ist der Heizwert doppelt so hoch und liegt bei etwa 4 kWh/kg.

### Größe und Größenverteilung
Relevante Eigenschaften sind Größe, Größenverteilung und die Schüttdichte der Hackschnitzel sowie die Energiedichte als Brennstoff. 
Das schwere Eichen- und Buchenholz (571 bzw. 668 kg TM/fm) hat mit einem Wasseranteil von 20 % einen Heizwert von 1103 kWh/Schüttraummeter. Das weniger dichte Pappelholz (353 kg TM/fm) besitzt bei gleichem Wasseranteil einen Heizwert von 682 kWh/Schüttraummeter.

### Rindenanteil
Einfluss auf die Qualität der Hackschnitzel hat auch der Rindenanteil. Wird für Hackschnitzel, die als Brennmaterial in kleineren Hackschnitzelheizungen zum Einsatz kommen, üblicherweise entrindetes Holz verwendet, so enthalten die geringerwertigen Rindenhackschnitzel größere Rindenanteile. Sie werden vor allem aus Waldrestholz, Schwachholz und anderem minderwertigem Holz (zum Beispiel aus einer Durchforstung, Schnittgut aus Landschaftspflegemaßnahmen) produziert. Sie können für die Produktion von Spanplatten oder zur Energieerzeugung in größeren Anlagen wie Biomasseheizwerken oder Biomasseheizkraftwerken verwendet werden.

### Normen
Für Hackschnitzel gilt die Europäische Norm EN 14961, die Kennwerte und Klassen für Wassergehalt, Aschegehalt, Korngrößenverteilung, Schüttraumdichte, Stickstoff- und Chlorgehalt und Heiz- bzw. Brennwert von Hackschnitzeln als Biobrennstoff festlegt. In der Praxis ist auch in Deutschland die Klassifizierung nach der älteren österreichischen Norm ÖNORM M 7133 verbreitet.

### Hackschnitzel in der Praxis
In der Praxis werden Hackschnitzel je nach Quelle und Verwendungszweck in unterschiedliche Produkt-Kategorien eingeordnet. So wird in der Spanplatten- bzw. Holzwerkstoff-Industrie zwischen MDF-Hackschnitzeln und Spanplatten-Hackschnitzeln unterschieden. Diese Namen deuten auf die unterschiedlichen Produktionsprozesse hin, in denen die Hackschnitzel zu hochwertigen Produkten, wie Tisch- und Dämmplatten verarbeitet werden. Da jeder Produktionsprozess, meist sogar jede Fabrik individuelle Anforderungen an den Rohstoff hat, ist der Hackschnitzel-Markt stark fragmentiert. Ein weiterer Grund für die Fragmentierung des Marktes sind die vielfältigen Quellen für Hackschnitzel. Waldhackschnitzel werden beispielsweise von Sägewerkshackschnitzeln unterschieden.

## Verwendung
Hackschnitzel dienen als Rohstoff für die holzverarbeitende Industrie (zum Beispiel Pressspanplatten, Holzfaserdämmplatten, Papierindustrie) sowie als Brennstoff für Heizkraftwerke oder für Hackschnitzelheizungen. Zudem finden sie Verwendung als Substrat im Pilzanbau sowie als Material zur Bodenbedeckung, zum Beispiel im Garten- und Landschaftsbau.

### Brennstoff

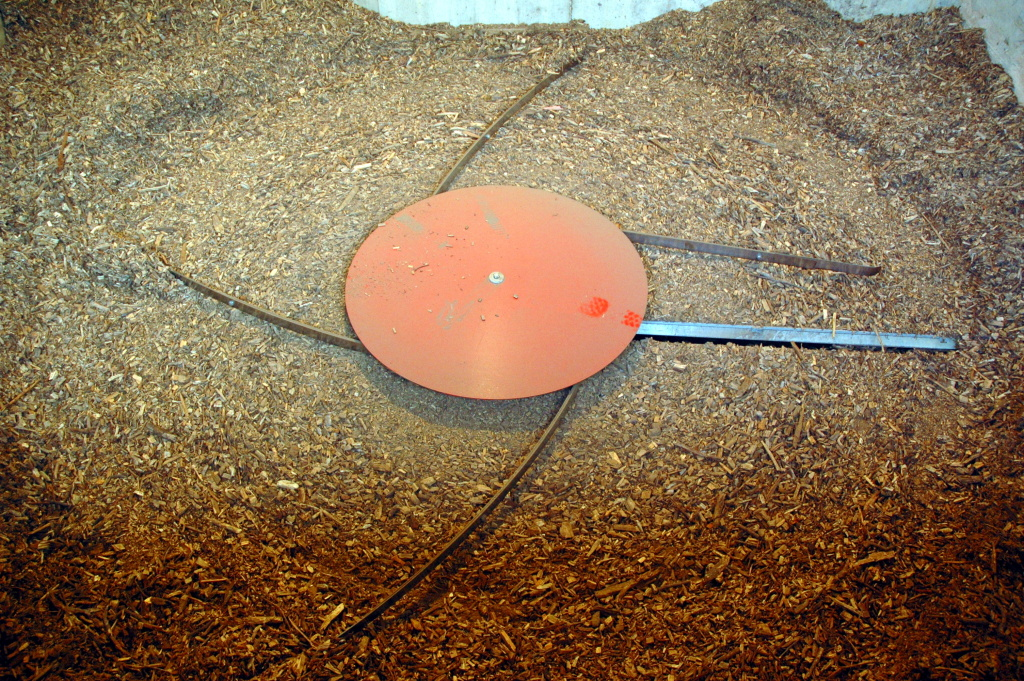
Rührrad einer Holzhackschnitzelheizung

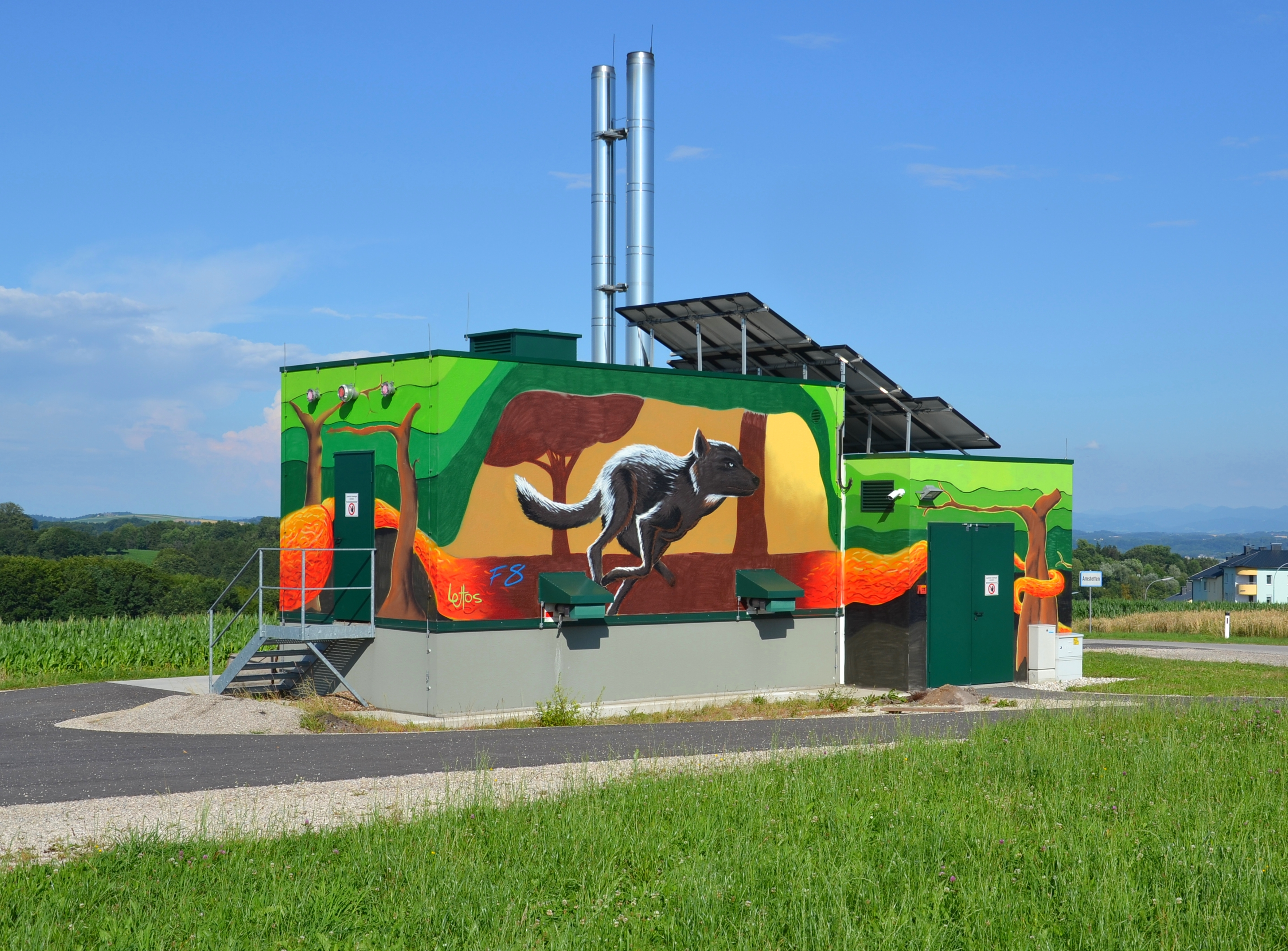
Biomasseheizwerk in Containerbauweise eines örtlichen Wärmeversorgers; rechts Teil der zu versorgenden Wohnsiedlung

Als Brennstoff finden Hackschnitzel vor allem Verwendung in Hackschnitzelheizwerken und -heizkraftwerken, daneben in Hackschnitzelheizungen. Die Beschickung erfolgt meist mit elektrischen Förderschnecken oder Kratzkettenförderern.
Für kleinere Heizkessel werden zumeist kleinere Waldholzhackschnitzel (Größenklassen P16 und P45) hoher Qualität benötigt. Heizkraftwerke sind flexibler bezüglich der Rohstoffqualität. So dient in großen Anlagen meist Gebrauchtholz und Industrierestholz (Altholz) als Rohstoff. Die Brennstoffkosten liegen unter denen vergleichbarer Biobrennstoffe wie Holzpellets oder Scheitholz, zu berücksichtigen ist jedoch der Bedarf meist brennstoffspezifischer Verfahren.
Die Nutzung von Holzhackschnitzeln als Energieholz in privaten Haushalten betrug 2005 in Deutschland rund 580.000 Schüttraummeter, das sind etwa 1,1 % der gesamten Energieholzverwendung. 9 Millionen Schüttraummeter wurden in Heizkraftwerken mit einer Leistung von bis zu einem Megawatt verfeuert, der Verbrauch größerer Anlagen lag bei circa 39 Millionen Schüttraummeter Hackschnitzel bzw. Schreddergut.

### Pilzzucht
Beim Anbau von Pilzen werden Hackschnitzel der Größe KL 2-16 alleine oder häufig in Kombination mit Sägespänen, Stroh, Dung oder anderen Substanzen verwendet. Je nach Pilzart stammen die Hackschnitzel von Eichen, Buchen, Birken oder anderen Bäumen. Die Hackschnitzel werden gewässert und anschließend mit Mycel (Pilzgeflecht, Pilzbrut) beimpft.

### Kinderspielplatz
Holzhackschnitzel sind auch als stoßdämpfender Bodenbelag auf Spielplätzen zugelassen. Sie müssen hierzu allerdings den Anforderungen der DIN/EN 1176 für Spielplatzgeräte und Spielplatzböden entsprechen, d. h. die Korngröße muss im Bereich zwischen 5 und 30 mm liegen. Sie bestehen aus geschältem Holz. In der Regel sind geeignete Materialien von unabhängigen Instituten (z. B. TÜV) für die Verwendung als Spielplatz-Bodenbelag zertifiziert.

## Markt

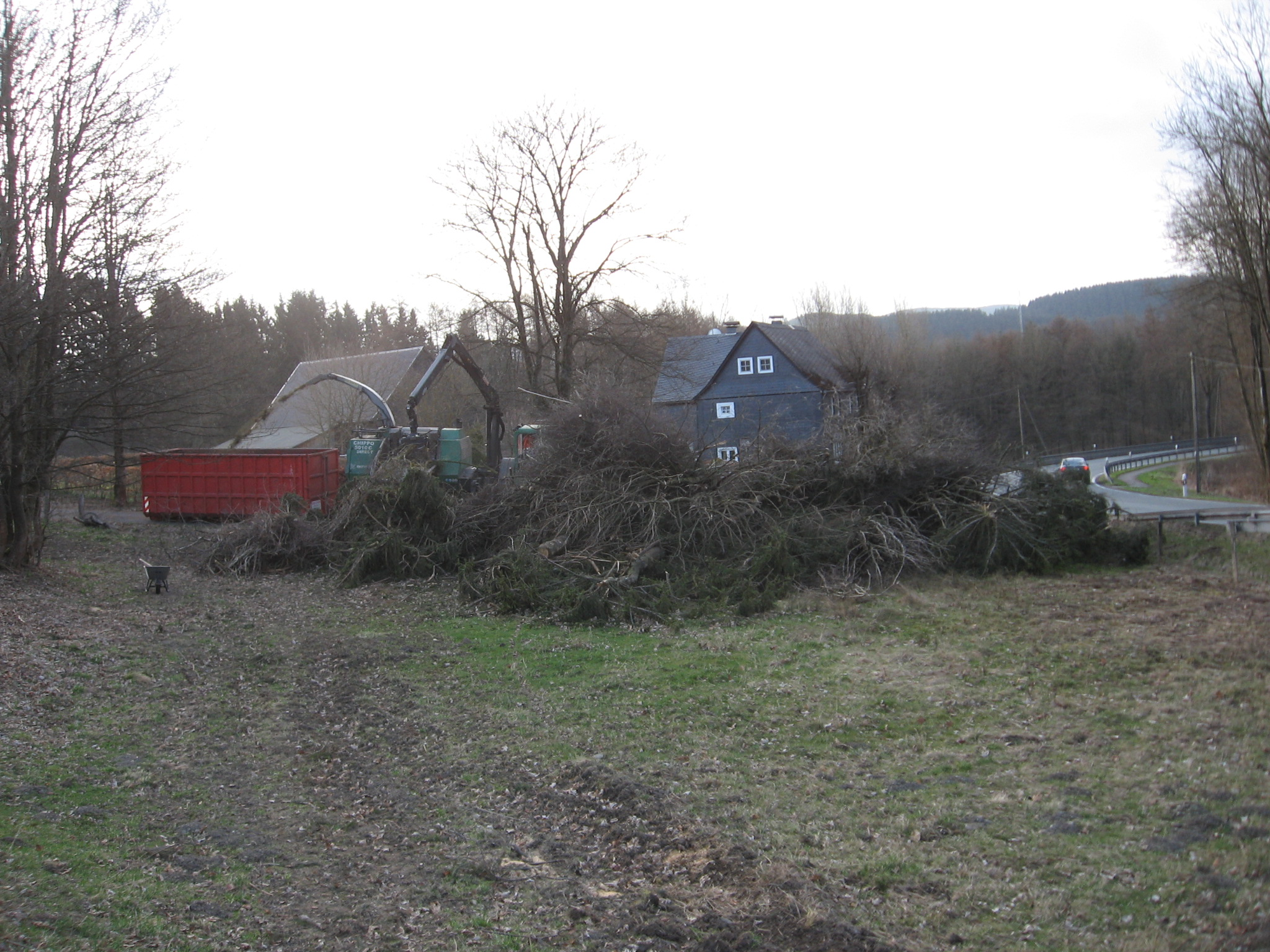
Forsthäcksler im Einsatz

Die Produktion von Holzhackschnitzeln und vor allem der Außenhandel nehmen deutlich zu, zudem steigen seit Jahren die Marktpreise.

### Preis
Der Preis für Holzhackschnitzel stieg zwischen 2003 und 2015 um über 100 % auf ca. 33,5 Euro/MWh. Bis 2022 sank er zunächst ab und stieg wieder auf 33,5 Euro/MWh (Megawattstunde).
Der Endverbraucherpreis für trockene Waldhackschnitzel lag 2009 (4. Quartal) in Deutschland bei rund 119 Euro/t (20 % Wassergehalt bzw. 25 % Holzfeuchte, 30 m³ Liefermenge, inkl. Anfahrt bis 20 km und Mehrwertsteuer). Das entspricht einem Preis für das Heizöläquivalent von 29,71 Cent/l. Je nach Region, Saison, Qualität, Wassergehalt und Lieferentfernung gibt es erhebliche Unterschiede bzw. Schwankungen im Preis. Ein wichtiger Faktor ist auch die Liefermenge, so dass Großkraftwerke über 40 % weniger Ausgaben für den Brennstoff haben können als Kleinanlagen.